# Portrait d'acteur
Portrait d'un acteur (en italien : Ritratto di un attore) ; en français : « Portrait de Comédien »  ; (en russe : Портрет актера), est une peinture de Domenico Fetti au musée de l’ Ermitage à Saint-Pétersbourg, en Russie.  Il a probablement  peint en 1621 ou 1622 à Mantoue, en Italie. Le sujet serait un acteur de la commedia dell'arte, Tristano Martinelli ou Francesco Andreini.  Il existe une copie bien connue du portrait d'un artiste non identifié à la Gallerie dell'Accademia de Venise. 

## Provenance
Faisant partie de la collection du cardinal Mazarin au Palais Mazarin 1653 à Paris, où il est décrit comme Arlequin,.  Le tableau a ensuite été repris dans la collection de Pierre Crozat et reproduit sous le titre Portrait de Comédien, une gravure de Nicolas de Larmessin dans Recueil Crozat (1729), où il est noté que l'acteur avait été au service du duc de Mantoue.  Il est ensuite  mentionné dans un inventaire réalisé après la mort de Crozat en 1740 et a été hérité par le neveu de Crozat, Louis-Antoine Crozat.  Il a été décrit dans l'inventaire de 1755 comme le portrait d'un « Comédien la tête découverte, par Feti [Acteur, tête découverte, tenant un masque d'Arlequin; par Fetti] ».  Après la mort de Louis-Antoine Crozat, il fut vendu par son héritier en 1772 à Catherine II de Russie et est mentionné comme faisant partie de la collection du musée de l'Ermitage à partir de 1774.

## Identification du sujet
Depuis la fin du XIXe siècle, l'identité de la gardienne dans le Portrait d'un acteur de Fetti suscite beaucoup d'intérêt et de désaccord.  Parmi les portraits peints par Fetti lors de son séjour à la cour Gonzaga de Mantoue (1614-1622), peu ont été identifiés avec certitude, mais aucun des autres n’a suscité autant d’attention que celle-ci.  Pamela Askew explique: « La raison réside sans doute dans son impressionnant pouvoir de caractérisation et d'exécution.  À bien des égards, il s'agit du plus grand et du plus pénétrant des portraits de Fetti. ». 

### Anciennes attributions
Eduard Safarik, auteur d'une monographie de 1990 sur Fetti, énumère cinq personnes précédemment proposées par d'autres comme sujet de la peinture de Fetti: les acteurs Francesco Gabrielli, Giovanni Gabrielli, Giovanni Battista Andreini et Tristano Martinelli et le compositeur Claudio Monteverdi.  Parmi ceux-ci, à l'exception de Martinelli, seuls deux, Giovanni Gabrielli et Monteverdi ont gagné beaucoup d'argent

#### Giovanni Gabrielli
Brüiningk et Somoff, rédacteurs du catalogue de 1891 de la galerie des peintures du musée de l'Ermitage, ont identifié le sujet du portrait de Fetti comme l'acteur italien Giovanni Gabrielli de la  commedia dell'arte, qu'ils ont assimilé au sujet beaucoup plus jeune du Portrait d'un homme d'Annibale Carracci le  Joueur de luth (c. 1600).  La corrélation à trois voies de  comédien  et  joueur  de  Luth  d'Annibale de Fetti avec Agostino Carracci gravé par Giovanni Gabrieli c. 1599) fut retrouvé par Denis Mahon, qui l'interrogea en 1947.  Henner Menz, directeur de la galerie Dresden, où se trouve le tableau d’Annibale Carracci, lui donna le titre de Portrait du luthiste Giovanni Gabrielle et le décrivit comme une « image d’un musicien », menant à une confusion de l'acteur avec le compositeur vénitien de même nom, Giovanni Gabrieli.  Ces erreurs d’identification ont persisté malgré le rejet catégorique de Posner en 1971, lorsqu’il a nommé le sujet du  joueur de luth en  tant que membre de la famille Mascheroni de Bologne, sur la base de la description de la personne par Carlo Cesare Malvasia dans son livre de 1678, Felsina Pittrice.  Par exemple, le livre populaire « Cinq siècles de musique à Venise» de HC Robbins Landon et John Julius Norwich, publié en anglais, italien, français et japonais, en complément de la série télévisée en cinq épisodes Maestro, comprenait une page entière. plaque de couleur du  joueur de luth représentant  un portrait de Gabrieli en 1991.  En 1978, Askew a fortement soutenu l'identification par Posner de la gardienne en tant que membre de la famille Mascheroni et, plus récemment, la galerie de Dresde l'a identifié comme étant Giulio Mascheroni de Bologne.

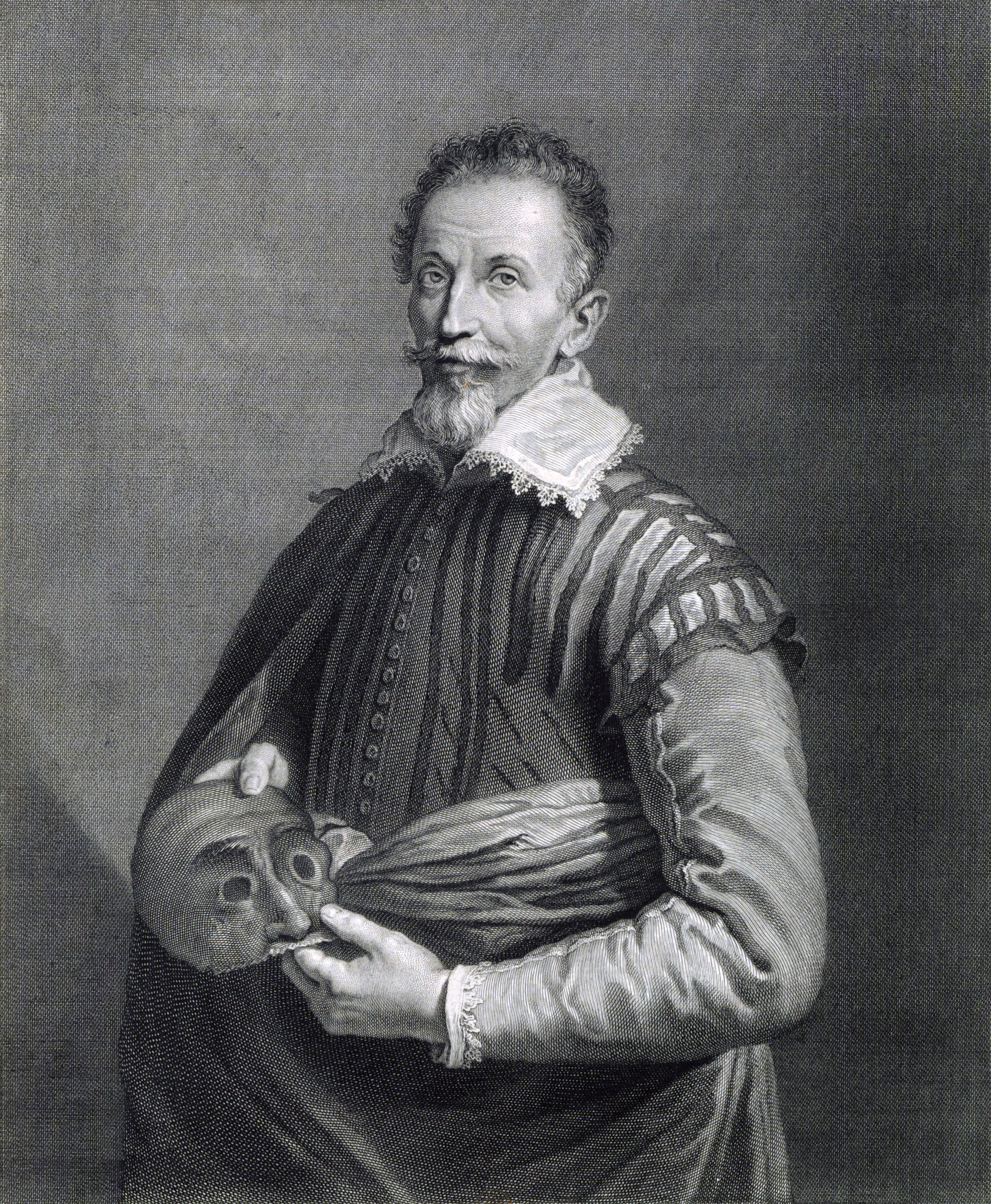
Gravure d'après Fetti, du Recueil Crozat, 1729
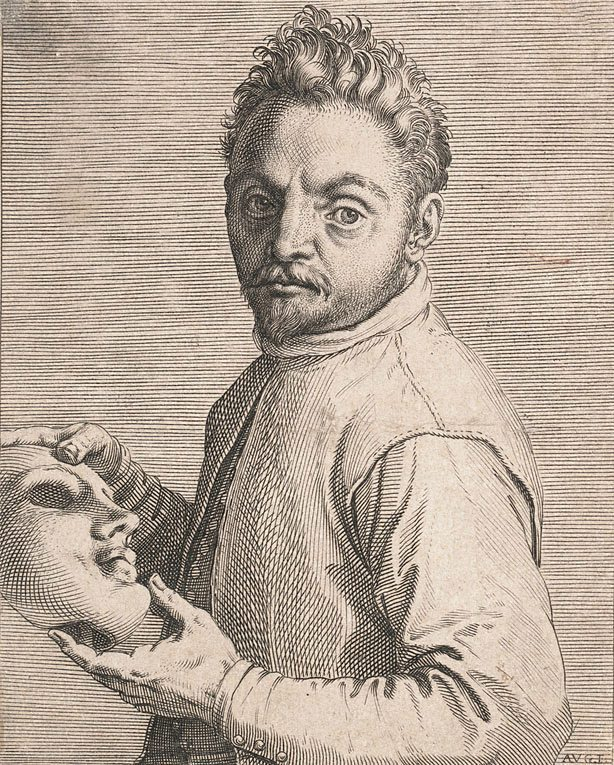
Giovanni Gabrielli, c. 1599   1599, par Agostino Carracci
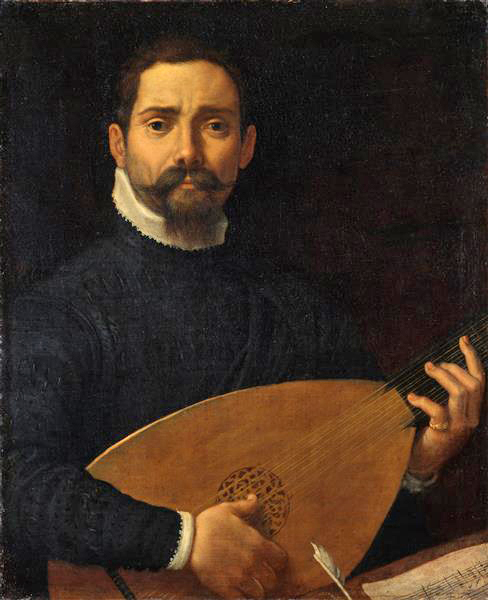
Portrait d'un joueur de luth par Annibale Carracci, c. 1600 (Dresden)

#### Claudio Monteverdi
De Logu a suggéré le compositeur italien Claudio Monteverdi en 1967.  Cependant, cette attribution a également été rejetée.

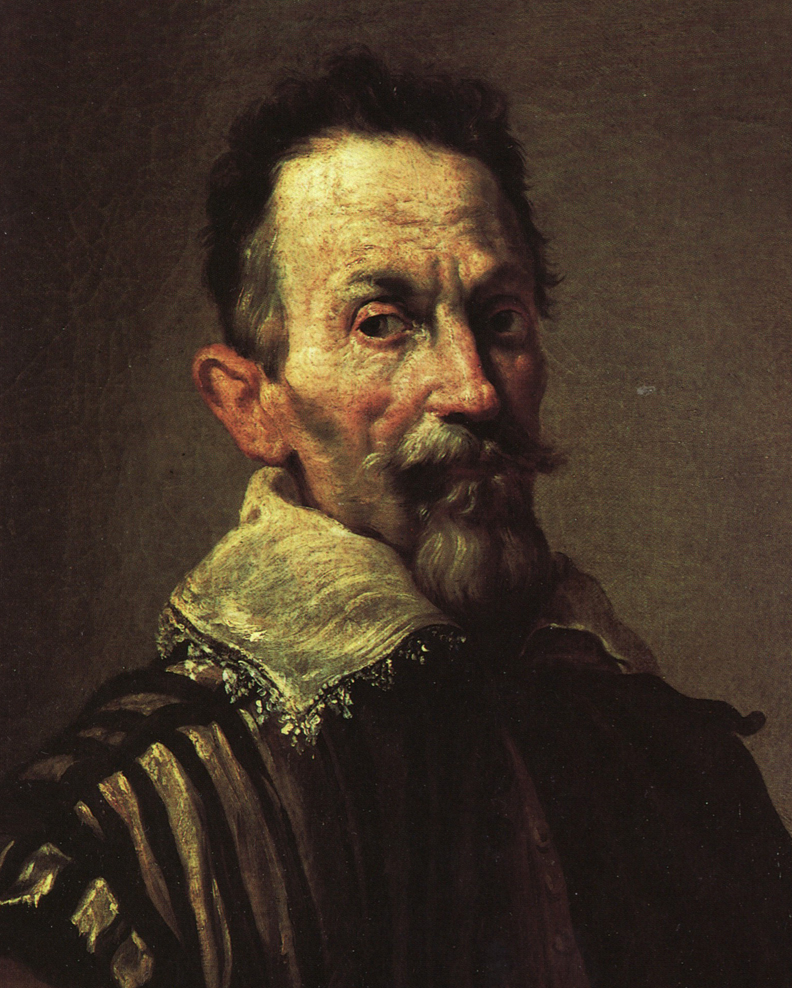
Détail d'une copie de l' acteur de Fetti ( Accademia, Venise )
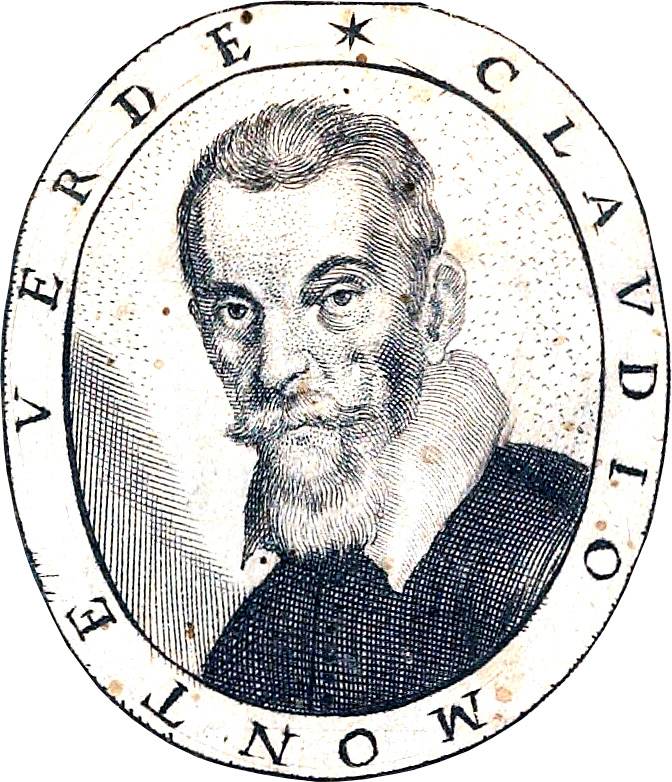
Portrait de Monteverdi de la page de titre de Fiori poetici, 1644
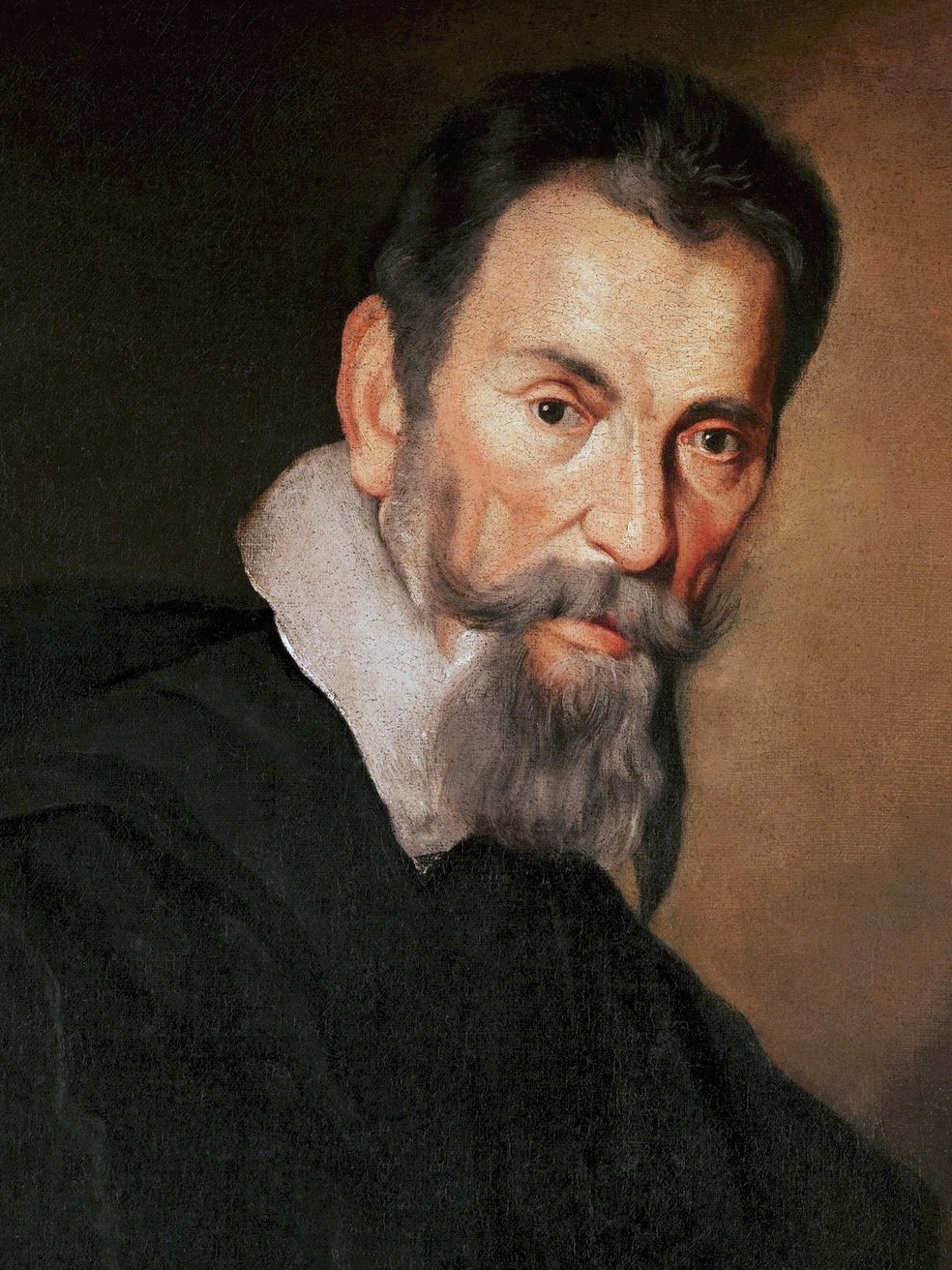
Détail d'un portrait de Monteverdi par Strozzi, c. 1630

### Attributions actuelles

#### Tristano Martinelli
Askew suggéra pour la première fois Tristano Martinelli en 1954 et publia une analyse détaillée dans The Burlington Magazine en 1978.  Martinelli, probablement le premier acteur à avoir utilisé le nom d'Arlequin pour son rôle de secondo zanni masqué, et le plus célèbre des Arlequins jusqu'à sa mort en 1630 commandé de nombreux portraits dramatiques, dont trois qu'il a envoyés en France. quand il voulait retourner dans ce pays en 1626.  On pourrait avoir été le portrait de Fetti, acquis plus tard par Mazarin.  L'association du nom Martinelli au portrait a été documentée pour la première fois en 1912, lorsqu'une copie au pastel, attribuée à Fragonard (1732-1806), fut vendue à Paris sous le nom de Portrait de l'auteur et acteur Martinelli. 

#### Francesco Andreini
Le savant Fetti Eduard Safarik a proposé à l'acteur italien Francesco Andreini le sujet du portrait de Fetti en 1990.  Andreini a commencé sa carrière en tant qu'innamorato (jeune amoureux) avant de devenir célèbre dans le rôle de Capitano Spavento da Vall'Inferna.  Il a aussi parfois joué le Docteur sicilien, le berger Corinto et le nécromancien Falsirone.  L'attribution de Safarik est basée sur une comparaison du portrait de Fetti (et d'un dessin, probablement une étude pour le portrait) avec le frontispice du Bravure di Capitano Spavento d'Andreini, gravé par Abraham Tummerman et publié pour la première fois en 1609 à Venise.  La peinture de l'Ermitage a été montrée avec le titre Portrait de Fancesco Andreini lors d'une exposition organisée en 1996 par Safarik au Palazzo Te de Mantoue.

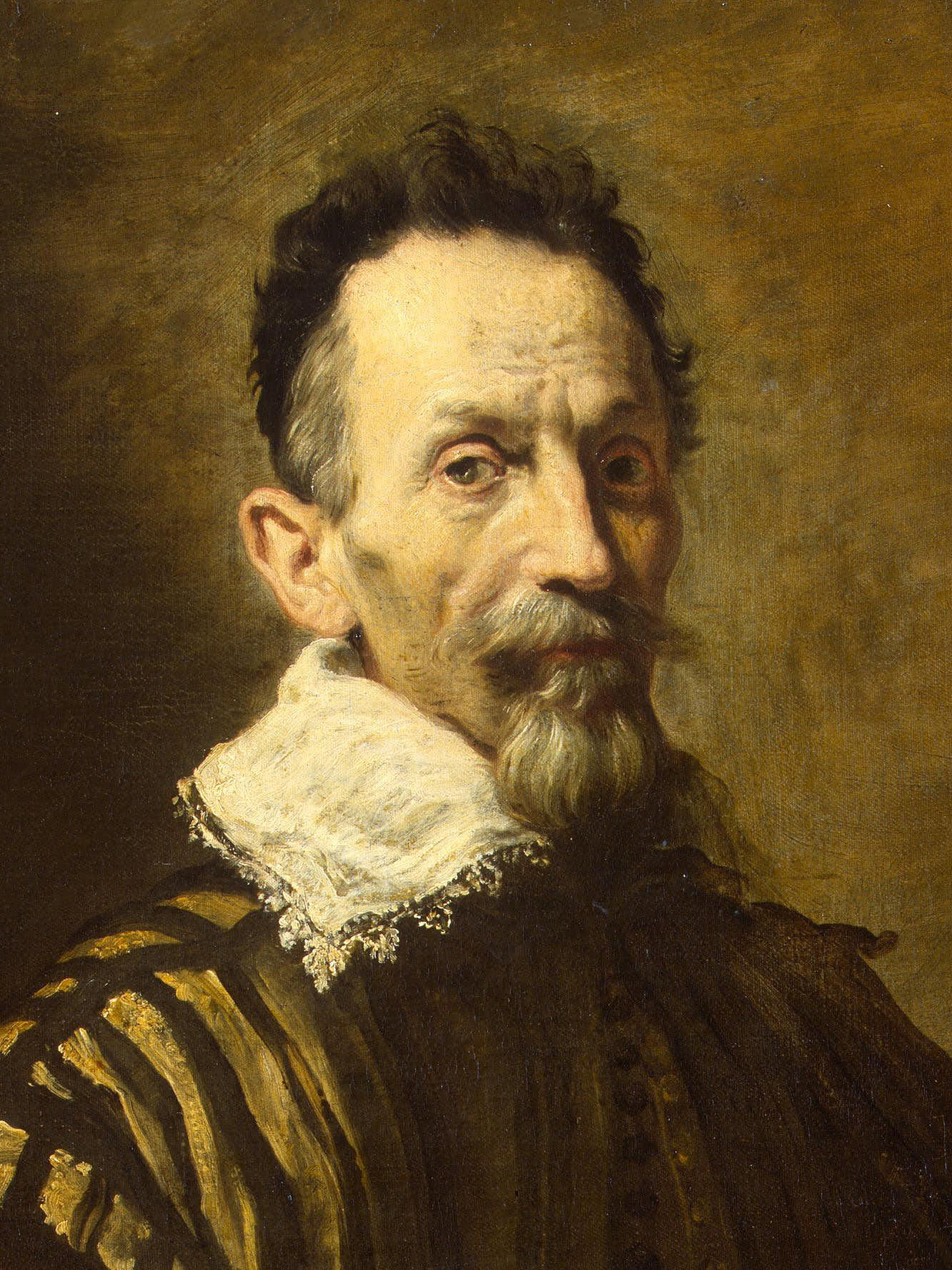
Détail du portrait ( musée de l'Ermitage )
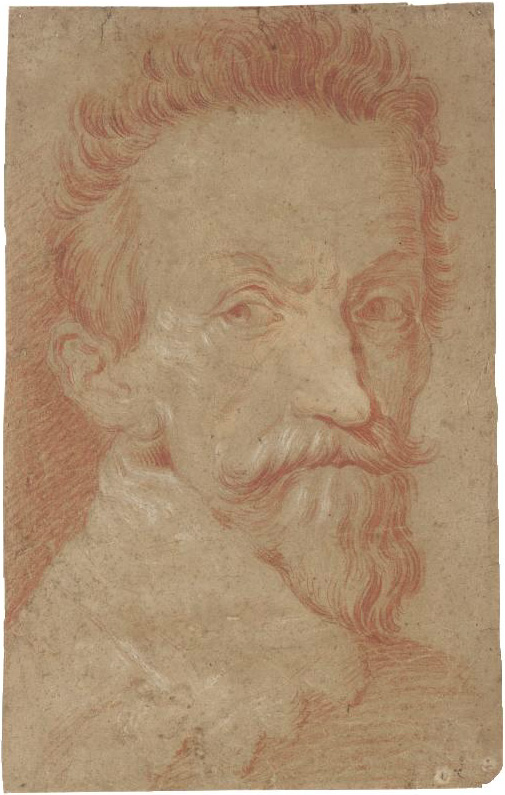
Dessin pour le portrait (vendu par Sotheby's )
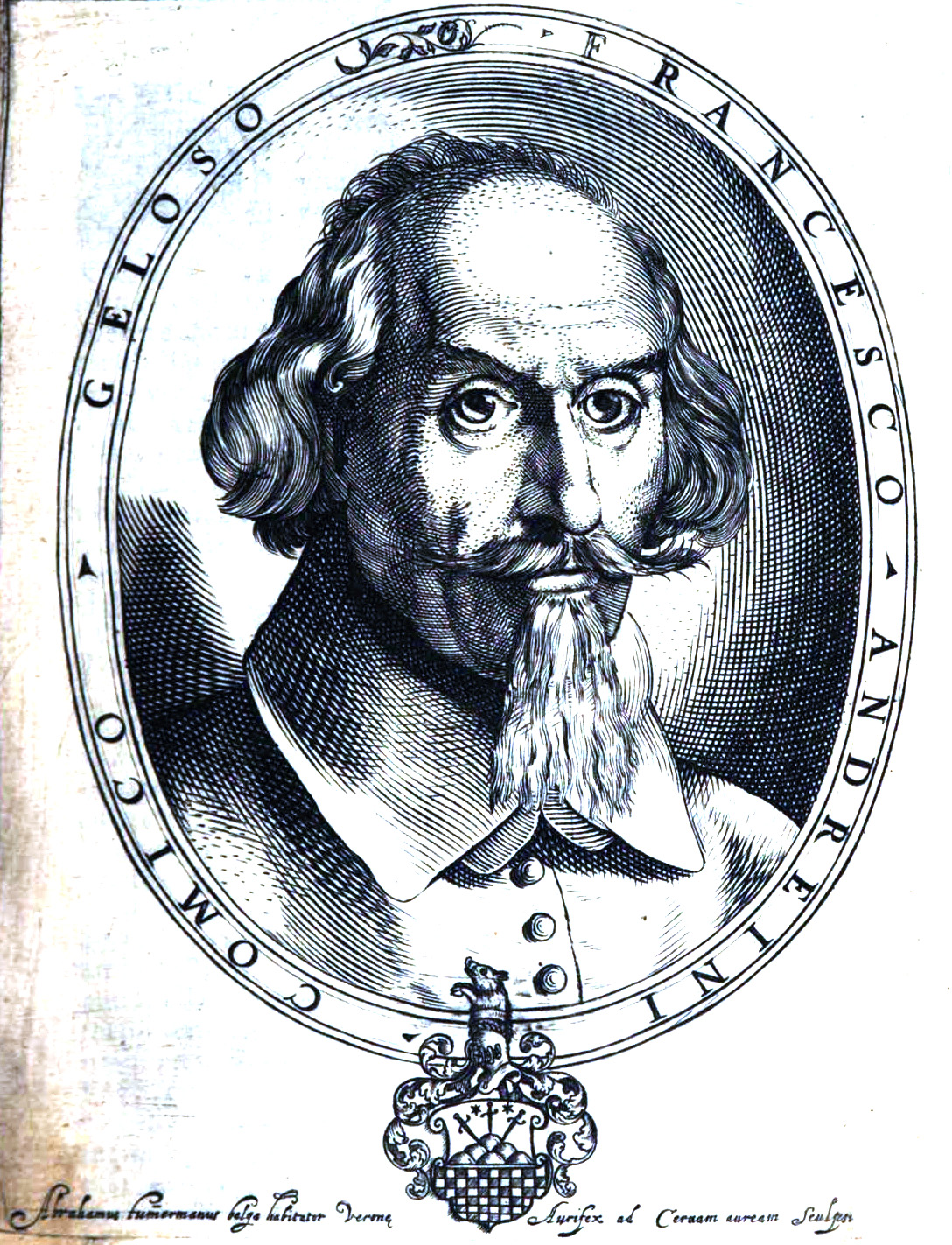
Frontispice de Le Bravure di Capitano Spavento de Francesco Andreini, 1607
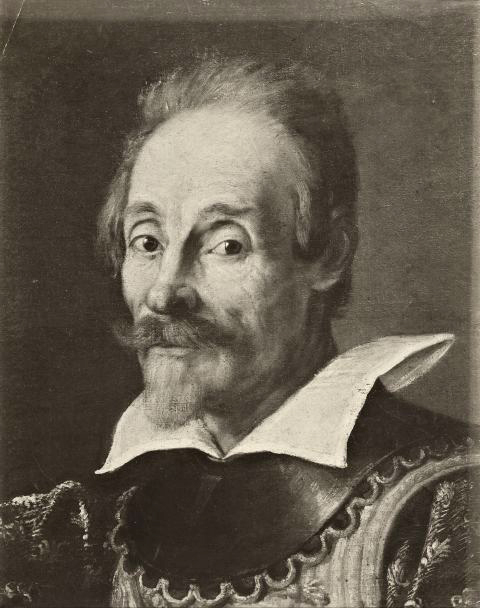
Détail du portrait de Francesco Andreini en Capitano Spavento, c. 1620–1625
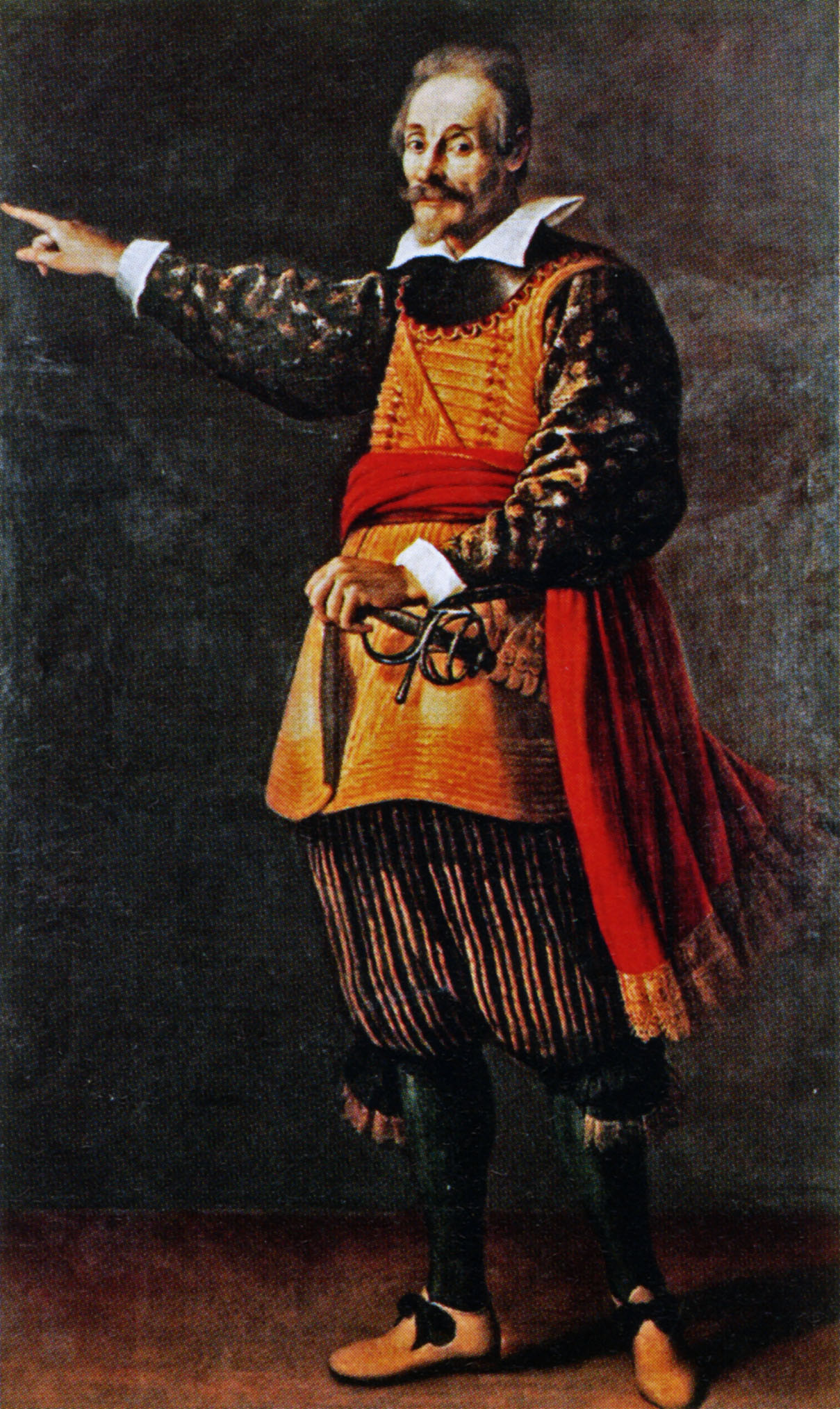
Portrait de Francesco Andreini en Capitano Spavento

#### Attributions du musée
En 2015, les conservateurs du musée de l'Ermitage ont identifié le sujet de la peinture de Fetti comme étant soit Tristano Martinelli soit Francesco Andreini mais ces attributions ont ensuite été retirées.  Le British Museum, qui porte une gravure de la gravure de Recueil Crozat (1729), a identifié le sujet comme étant Francesco Andreini. 

## Remarques
1. 1 2  « "Portrait of an Actor (Tristano Martinelli or Francesco Andreini ?)" » [archive du 14 janvier 2015] (consulté le 21 mai 2016)
2. ↑  Askew 1978, p. 62. La copie de Venise est reproduite à la Fig. 8. La légende dit: « Copie d'après Domenico Fetti.»
3. ↑  Aumale 1861, p. 347, cité par Askew (1978, p. 64) et Safarik (1990, p. 284).
4. ↑  Cosnac 1884, p. 342, cité par Askew (1978, p. 64) et Safarik (1990, p. 284).
5. ↑  Portrait de Comédien (gravure) à Gallica; pour la note, voir Recueil d'estampes, vol. 1 (1729), p. 40 ans, à Gallica
6. ↑  Safarik, 1990, p. 286, cite Stuffmann 1968, p. 68, note 92.
7. ↑  La Curne de Sainte-Palaye 1755, p. 29, cité par Safarik 1990, p. 284.
8. ↑  Saffarik 1990, p. 284; Sotheby's.
9. 1 2   Askew 1978, p. 59
10. ↑  Safarik 1990, p. 284, cite: Possenti 1964, p. 165, fig. 6 (Francesco Gabrielli); Somof 1899, p. 53, 54, note 236 (Giovanni Gabrielli); De Logu 1967, p. 706, –709, fig. 6 (Monteverdi); Lehmann 1967, p. 205, note 63 (Giovanni Battista Andreini); et Askew 1978, p. 59–65, fig. 2 (Martinelli).
11. ↑  Brüiningk & Somoff 1891, p. 71, point 236, cité par Mahon 1947, note 50, p. 267.
12. ↑  Mahon 1947, p. 234, note 3; p. 266–267, note 50.
13. ↑  Posner 1971, vol. 2, p. 32; Malvasia 1678, vol. 1, p. 502 : "de son frère Mascheroni tanto suo [famille] d'Anglibale, & amico".
14. ↑  Robbins Landon 1991, p. 23, planche 7.
15. ↑  Askew 1978, p. 59–60.
16. ↑  « Bildnis des Lautenspielers Giulio Mascheroni at Staatliche Kunstsammlung Dresden »(Archive.org • Wikiwix • Archive.is • Google • Que faire ?), 4 mars 2016.
17. ↑  De Logu 1967.
18. 1 2   Askew 1978; Stevens 1994; Schuetze 2005, p. 167–168. Stevens et Schuetze citent De Logu (1967, Monteverdi) et Askew (1978, Martinelli), mais négligent Safarik (1990, Andreini).
19. ↑  Askew 1954 (thèse / mémoire).
20. ↑  Askew 1978, p. 64; Katritzky 2006, p. 103-104. Dans une lettre à la cour de Mantoue en 1595, Martinelli signa lui-même "Tristano Martinelli, appelé Arlecchino, acteur" (Richards & Richards 1990, p. 222–223) et jusqu'en 1627 se réfère à «nostra arlichinesca persona» (Katritzky).
21. ↑  Lettre du 27 juillet 1626, signée à l'ambassadeur de France extraordinaire à Venise par "Tristano Martinelli, dit Arlequin, comédien", traduite de l'italien en français et citée par Baschet, 1862, p. 301 ; Askew 1978, p. 64, cite Smith 1930, p. 171.
22. ↑   Askew 1978, p. 64.
23. ↑  Duchartre p. 232; Savoia 2008, p. dix.
24. ↑   Safarik 1990, p. 284–287, cité par Sotheby's.
25. ↑  Aikema 1997; Safarik 1996, p. 181–182.
26. ↑  "Fetti, Domenico - Portrait d'un acteur"
27. ↑  « "Portrait de comédien (Portrait of Francesco Andreini, after Fetti), etching and engraving" » [archive du 28 janvier 2015] (consulté le 15 juin 2017), originally at the British Museum website. The print was made by Nicolas de Larmessin.